# Sharon Hinnendael
Sharon Hinnendael, née le 22 mai 1986 à Green Bay aux États-Unis, est une actrice américaine.

## Biographie
En 2014, elle tient l'un des deux rôles principaux, en duo avec Jill Evyn, dans Anatomy of a Love Seen de Marina Rice Bader.

## Filmographie
- 2009 : Nightfall : Fiona
- 2009 : The Harsh Life of Veronica Lambert : Juliet
- 2010 : 15 minutes (téléfilm) : Nikki
- 2010 : Kissing Strangers : Eva
- 2010 : Look (série télévisée) : Hannah
- 2011 : Machine Head : Rachel
- 2012 : Rites of Passage : Roxanne
- 2013 : Dean Slater: Resident Advisor : Layne
- 2013 : Embrace of the Vampire : Charlotte Hawthorn
- 2014 : We Are All Mad Here (court métrage) : Alice
- 2014 : Anatomy of a Love Seen : Zoe Peterson